# Từ Đạm

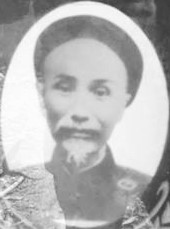
Chân dung ông Từ Đạm

Từ Đạm (1862-1936) là quan nhà Nguyễn trong lịch sử Việt Nam.

## Tiểu sử
Từ Đạm sinh năm Nhâm Tuất (1862) tại xã Khê Hồi, huyện Thượng Phúc, phủ Thường Tín, tỉnh Hà Đông (nay là xã Hà Hồi, huyện Thường Tín, thành phố Hà Nội).
Ông là con cử nhân Từ Tế, và là anh phó bảng Từ Thiệp.
Năm Giáp Ngọ (1894) đời vua Thành Thái, Từ Đạm thi đỗ cử nhân, năm sau (1895) thi đỗ tiến sĩ.
Năm 1896 ông được bổ nhiệm làm tri Phủ Đa Phúc (Phúc Yên). Năm 1899 ông được bổ nhiệm làm tri phủ Xuân Trường.
Ông dần dần thăng đến chức cao nhất là Tuần phủ tỉnh Ninh Bình, hàm Hiệp tá Đại học sĩ.
Năm Bính Tý (1936) đời vua Bảo Đại, ông mất, thọ 74 tuổi.

## Bị chê trách
Khi làm quan, Từ Đạm là một cộng sự đắc lực của thực dân Pháp, đồng thời lại xem thường dư luận quần chúng, nên bị nhiều người chê trách. Điều ấy đã bộc lộ trong hai câu thơ trong một bài vịnh Kiều:
Duyên trước mơ màng con đĩ Đạm,
Tình sau lăn lóc bố cu Từ .
Năm 1920, ông sửa sang cảnh trí ở núi Dục Thúy (tức núi Non Nước ở Ninh Bình). Nhân đó, ông cho sửa một chỗ đá nhằm làm ghế ngồi, trên có khắc bốn chữ: "Cúc nhân đoàn toạ", lại đục hình hai bàn chân mình vào đá, rồi còn khắc 4 câu thơ như sau:
| Phiên âm Hán-Việt: Phong nguyệt dữ câu thích, Đồ thán thùy khổng ai? Sở lạc tại sơn thủy, Toạ cửu duy phúc giai. | Và tự dịch là: Trăng gió vui cùng hắn, Lầm than bận kệ ai. Vui chơi non với nước. Có phúc được ngồi dai. |

Vì chuyện đục bàn chân, khắc đá đề thơ như trên, ông càng bị sĩ phu chê trách. Cho nên khi đến thăm núi Dục Thúy, biết việc làm này, thi sĩ Tản Đà cũng đã thuê thợ khắc đá bốn câu thơ đặt cạnh bài thơ của Từ Đạm: 
Năm ngoái năm xưa đục mấy vần
Năm nay quan lại đục hai chân
Khen cho đá cũng bền gan thật
Đứng mãi cho quan đục mấy lần! 

## Sách tham khảo chính
- Nguyễn Q. Thắng-Nguyễn Bá Thế, Từ điển nhân vật lịch sử Việt Nam. Nhà xuất bản Khoa học xã hội, Hà Nội, 1992.